# Tipula (Savtshenkia) staegeri
Tipula (Savtshenkia) staegeri is een tweevleugelige uit de familie langpootmuggen (Tipulidae). De soort komt voor in het Palearctisch gebied.